# B.1.525
A B.1.525 apelidada pela OMS de variante Eta é uma variante do SARS-CoV-2, o vírus que causa o COVID-19. Também chamada de VUI-21FEB-03 (anteriormente VUI-20 2102/03 ) pela Public Health England (PHE) e anteriormente conhecida como UK1188, 21D ou 20A / S: 484K, não carrega o mesmo A mutação N501Y encontrada em Alfa, Beta e Gama, mas carrega a mesma mutação E484K encontrada nas variantes Gama, Zeta e Beta, e também carrega a mesma deleção ΔH69 / ΔV70 (uma deleção dos aminoácidos histidina e valina nas posições 69 e 70) como encontrado em Alpha, variante N439K (B.1.141 e B.1.258) e variante Y453F ( Cluster 5 ).
Eta difere de todas as outras variantes por ter a mutação E484K e uma nova mutação F888L (uma substituição de fenilalanina (F) por leucina (L) no domínio S2 da proteína spike ). Em 5 de março de 2021, havia sido detectado em 23 países. Também foi relatado em Mayotte, departamento da França . Os primeiros casos foram detectados em dezembro de 2020 no Reino Unido e na Nigéria e, a partir de 15 de fevereiro, ocorreram com a maior frequência entre as amostras neste último país. Em 24 de fevereiro, 56 casos foram encontrados no Reino Unido. A Dinamarca, que sequencia todos os seus casos COVID-19, encontrou 113 casos dessa variante de 14 de janeiro a 21 de fevereiro, dos quais sete estavam diretamente relacionados a viagens ao exterior para a Nigéria.
Especialistas do Reino Unido estão estudando para entender o quanto ele pode representar um risco. Atualmente é considerado uma "variante sob investigação", mas enquanto se aguarda um estudo mais aprofundado, pode se tornar uma "variante preocupante". O professor Ravindra Gupta, da Universidade de Cambridge, falou à BBC e disse que a linhagem B.1.525 parecia ter "mutações significativas" já vistas em algumas das outras variantes mais recentes, o que é parcialmente reconfortante, pois seu provável efeito é até certo ponto mais previsível .
Sob o esquema de nomenclatura simplificado proposto pela Organização Mundial da Saúde, a linhagem B.1.525 foi rotulada como variante Eta.